# سام بیلینگز
سام بیلینگز (انگلیسی: Sam Billings؛ زادهٔ ۱۵ ژوئن ۱۹۹۱) بازیکن کریکت اهل بریتانیا است.
از باشگاه‌هایی که در آن بازی کرده‌است می‌توان به اشاره کرد.